# گلینکه
گلینکه (به آلمانی: Glienke) یک منطقهٔ مسکونی در آلمان است که در فریدلند، مکلنبورگ واقع شده‌است. گلینکه ۱۵۸ نفر جمعیت دارد.